# Aidonline
Aidonline var et velgørenhedsprojekt, der blev lanceret d. 3. juni 2009 af brødrene Johan Plenge og Troels Plenge i samarbejde med 12 velgørende organisationer og som blev nedlagt efter blot seks dage.

## Konceptet
Aidonline var et fundraising værktøj, som bestod af en modificeret version af et tilføjelsesprogram til blokering af reklamer til de to browsere Firefox og Internet Explorer. I stedet for at skjule reklamer ville tilføjelsen udskifte reklamer fra de besøgte hjemmesider med reklamer fra Aidonlines annoncører, hvorved de besøgte sider ville gå glip af annonceindtægter. Aidonline oplyste, at fordelingsnøglen mellem Aidonline og annoncørerne ville være 20%/80%, og at brugerne selv valgte, hvilken organisation pengene skulle gå til. Folkene bag Aidonline mente selv at det var lovligt: "Ja, det er helt lovligt. Du bestemmer selv hvilke reklamer du ønsker at se på, uanset om du ser fjernsyn, går på gaden eller bruger din computer. Der findes allerede mange utroligt populære værktøjer, der blokerer for reklamebannere på nettet. AidOnline fungerer efter samme princip, de erstatter blot det blokerede reklamebanner med et nyt". Efterfølgende blev der nedlagt et fogedforbud mod Aidonline, men da Aidonline hurtige lukkede ned, blev lovligheden af værktøjet aldrig afgjort.

## Organisationerne
Aidonline blev lanceret i samarbejde med følgende organisationer:
1. Amnesty International
2. CARE Danmark
3. Dansk Flygtningehjælp
4. Dansk Røde Kors
5. Folkekirkens nødhjælp
6. Hjerteforeningen
7. IBIS
8. Kræftens Bekæmpelse
9. Operation Dagsværk
10. PLAN
11. Red Barnet
12. WWF Verdensnaturfonden

## Reaktioner på Aidonline
Projektet vakte stor forargelse hos de danske medier og efter bare otte dage var projektet slut.
Der opstod i forbindelse med lanceringen en debat om bæredygtigheden for AidOnlines forretningskoncept såvel juridisk som moralsk. På græsrodsniveau blev der taget forskellige tiltag mod AidOnline i form af negativ omtale og tekniske foranstaltninger.
De danske medier forsøgte fra start at lukke ned for Aidonline og allerede den 8. juni, altså kun en uge senere havde samtlige partnere trukket sig, af frygt for at projektet ville skabe for meget dårlig omtale.